# Marius Fischer
Marius Roman Fischer (* 19. Oktober 1993 in Blaubeuren, Baden-Württemberg) ist ein deutscher Regisseur, Kameramann, Drehbuchautor, Editor und Colorist.

## Leben
Marius Fischer wuchs in Baden-Württemberg auf.

### Erste Schritte beim Film & Fernsehen
Fischer drehte 2014 seinen ersten Kurzfilm Krieg im Kopf.
2015 produzierte er Wörthersee MMXV eine DVD über das GTI-Treffen am Wörthersee.
Seit 2015 ist Fischer der Editor beim Quatsch Comedy Club.
2016 produzierte er die Webserie Automotive – Customized Lifestyle.

### Internationaler Film
2018 bewarb sich Fischer für ein Regiestudium an der New York Film Academy in Los Angeles und erhielt ein talentbasiertes Teilstipendium.
Im September 2018 veröffentlichte Fischer seinen zweiten Kurzfilm Back on Track in Kinos in Deutschland und in den USA.
Sein Kurzfilm Jahr ohne Sommer erschien 2019 auf Amazon Prime Video Deutschland, Japan, England, Kanada und USA.

### Snow Leopard
Im Februar 2022 drehte Marius Fischer seinen ersten programmfüllenden Film als Regisseur. Er schrieb zusammen mit Sebastian Edtbauer das Drehbuch. Die Drehzeit betrug 11 Tage.
Im gesamten Film gibt es kein einziges gesprochenes Wort. Zugleich ist es der weltweit erste Film, der auf der Sigma FP gedreht wurde.
Snow Leopard soll Anfang 2023 veröffentlicht werden.

### Come Back Stronger
2022 drehte Fischer die Doku-Serie Come Back Stronger. Diese handelt von der erfolglosen Saison 2022 der American-Football-Mannschaft Stuttgart Surge.
Die Serie wurde im September 2023 auf Joyn veröffentlicht.
Fischer ist Mitglied im Bundesverband Filmschnitt Editor e.V. und Bundesverband Regie e.V.

## Filmografie

### Regie und Drehbuch
- 2014: Krieg im Kopf – Kurz[12]
- 2015: Wörthersee MMXV – DVD[13]
- 2015: City Kids feel the Beat – Clowder – Musikvideo[4]
- 2016: Beware of You – Kid at Heart – Musikvideo
- 2016: Automotive – Customized Lifestyle – Webserie[3]
- 2018: Back on Track – Kurz[5]
- 2019: Jahr ohne Sommer - Kurz[14]
- 2022: Snow Leopard – Kinofilm[15]
- 2023: Come Back Stronger – Doku-Serie[16]

### Filmschnitt
- 2015-Heute: Quatsch Comedy Club[17]
- 2015: Europäischer Filmpreis
- 2015: City Kids feel the Beat – Clowder
- 2016: Beware of You – Kid at Heart
- 2016 & 2017: ECHO – Klassik[4]
- 2017 & 2018: ECHO – Deutscher Musikpreis[4]
- 2020: Eine kurze Geschichte des Humors[18]

### Als Colorist
- 2017: Wieder ZeHage von René Marik[17]
- 2017: Generation YouTube – Kurzfilm
- 2017: Where's the Money[19]
- 2021: Meine Freundin Volker[20]

### Als Kameramann
- 2015: City Kids feel the Beat – Clowder
- 2016: Beware of You – Kid at Heart
- 2017: Gestört aber geil bei Sonne Mond Sterne XXI[21]

### Als Digital Imaging Technician
- 2019: Polizeiruf 110 - Der Ort, von dem die Wolken kommen[22]
- 2019: Elli
- 2021: Luden

## Auszeichnungen und Nominierungen
- 2018: Canada International Short Film Festival, Award of Distinction für Back on Track.[23]
- 2019: Berlin Independent Film Festival, Nominierung für Best Short Documentary für Back on Track.[24]
- 2019: Academy Awards, Finalist Best Short Documentary, für Back on Track[25]
- 2019: Apex Film Festival, Nominierung Best Short Documentary für Back on Track
- 2019: Camgaroo Award, Nominierung Dokumentarfilm - freie Themenwahl Back on Track[26]